# 沖縄バス新原駐車場
沖縄バス新原駐車場（おきなわバス みーばるちゅうしゃじょう）は、沖縄県南城市玉城百名の新原ビーチ近くにある沖縄バスのバス駐車場である。
新原ビーチにもっとも近いバス停でもある。
2019年10月1日をもって直営路線の発着はなくなり、沖縄バスが受託運行する南城市コミュニティバス「Nバス」の経由地となっている。

## 沿革
- 2019年10月1日 南城市内の路線バス再編に伴い、39番・百名線の乗り入れを廃止、代わってNバス運行開始。案内上のバス停名を新原から新原ビーチに改称。

## 構造
バスが2 - 3台ほど停車できる駐車場である。

## 周辺
- 新原ビーチ
- みーばるマリンセンター
- 新原コミュニティーセンター
- 南城市玉城福祉センター
- 百名ビーチ

## 発着路線
| 系統 | 路線               | 主な経由地                                                           | 行先       |
| ---- | ------------------ | -------------------------------------------------------------------- | ---------- |
| A1   | 佐敷・知念・百名線 | 百名・親慶原                                                         | 南城市役所 |
| A2   | 百名・知念・佐敷線 | 志喜屋・知念・斎場御嶽入口・安座真港・佐敷・馬天・沖縄メディカル病院 | 南城市役所 |

2022年4月1日のダイヤ改正で設けられた急行便は経由しない。

## 隣のバス停
NバスAルート
新原入口 - 新原ビーチ - 新原入口